# Gerbrand Adriaensz Bredero
Gerbrand Adriaenszoon Bredero (Amsterdam, 16 marzo 1585 – Amsterdam, 23 agosto 1618) è stato un poeta e drammaturgo olandese.
È stato uno dei grandi autori olandesi del XVII secolo.

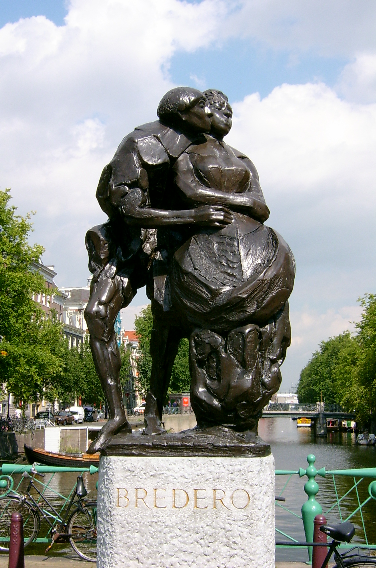
Monumento a Bredero, nella piazza Nieuwmarkt, Amsterdam

## Vita
Bredero era il terzogenito di Adriaen Corneliszoon Bredero e Maryghen Gerbrandsd e nacque il 16 marzo 1585 ad Amsterdam.
Il nome Bredero deriva dal nome del geuze Enrico di Brederode (1531-1568), che i circoli calvinisti tenevano in grande onore per la sua partecipazione alla Lega dei nobili (1566) e alla cosiddetta Petizione (Compromesso di Breda). Il padre di Bredero era un calzolaio e contemporaneamente era il capitano della schutterij. In seguito diventò gabelliere e poté permettersi una piccola collezione d'arte.
La casa dove Bredero era nato si trovava sulla Nes (piccola strada di Amsterdam), vicino alla rederijkersmaker d'Englantier. Nel dicembre del 1586 il padre di Bredero comprò la casa che fino a quel momento aveva in affitto. Nel 1602 la famiglia Bredero si trasferì in un altro quartiere di Amsterdam, Oudezijds Voorburgwal, dove il poeta trascorse il resto della sua vita. Bredero era un cittadino e un artista impegnato. In quel periodo Amsterdam stava crescendo velocemente in ricchezza, potenza ed estensione, assumendo il ruolo che precedentemente era stato di Anversa.
Bredero ricevette un'educazione appropriata, quindi studiò il francese e probabilmente parlava l'inglese e il latino. Poi studiò con François Badens, un pittore di Anversa che viveva ad Amsterdam. La professione di pittore a quel tempo godeva di riconoscimento sociale, contrariamente a quella di poeta; non si conoscono quadri di Bredero da lui firmati. Intorno all'età di vent'anni Bredero ebbe dei contatti con i membri della camera di retorica d'Eglantier, in particolare con i membri della Brabantse kamer. Inoltre ebbe contatti con poeti e pittori di Amsterdam e dintorni. A partire più o meno dal 1611 Bredero fu considerato un drammaturgo importante.
Nel 1616 conobbe Ugo Grozio, al quale dedicò l'incisione Rodd'rick ende Alphonsus. Inoltre era amico di Pieter Corneliszoon Hooft e Samuel Coster, con i quali fondò la Prima Accademia Olandese.
Bredero non si sposò mai, anche se dalle sue poesie romantiche si evince che molte donne ebbero un ruolo importante nella sua vita. La poetessa Maria Tesselschade Visscher fu una di loro; un'altra fu Magdalena Stockmans, nell'inverno 1617-1618. Quest'ultima quell'anno sposò il mercante Isaac van der Voort e andò in Italia. Per lei Bredero scrisse la poesia Oogen vol majesteyt.
Alla fine del 1617, tornando in slitta da un funerale ad Haarlem, Bredero cadde nel ghiaccio. Se l'incidente lo fece ammalare, Bredero si riprese velocemente, perché il 1618 fu per lui un anno molto produttivo. Si ammalò improvvisamente proprio quando l'Olanda stava vivendo giorni critici dal punto di vista politico: Johan van Oldenbarnevelt e Ugo Grozio furono tratti in arresto il 29 agosto. Bredero morì ad Amsterdam il 23 agosto 1618.
L'unico ritratto che si conosce del poeta è un'incisione raffigurata in diverse edizioni delle sue opere, ma anche questa fu fatta dopo la sua morte.

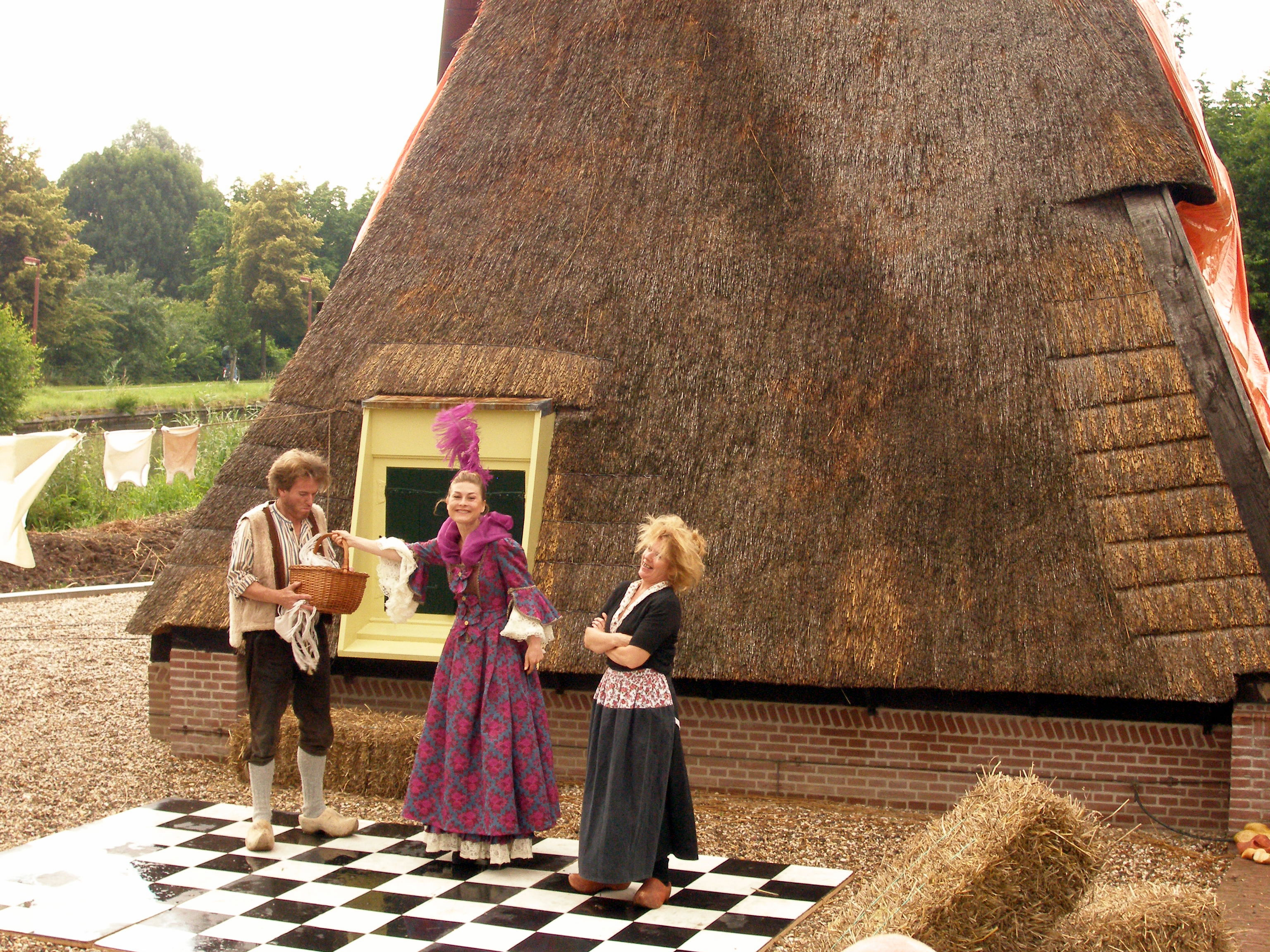
La compagnia teatrale De Kale rappresenta De Klucht van de Molenaar (La farsa del mugnaio)

Dal punto di vista stilistico, l'autore si dimostrò un notevole caratterista di tipi popolari e nelle scene di vita quotidiana. Le poesie erotiche si differenziarono dalla produzione contemporanea per naturalezza e sincerità di contenuti, mentre le liriche religiose trassero spunto dall'elaborazione del senso di rimorso.
L'opera più significativa dell'autore è il Brabantino spagnolo del 1618, nel quale vengono descritte le peripezie di un profugo ridotto in miseria che cambiando città riesce a condurre una vita signorile facendosi beffe dei creditori. Il dramma cerca di mettere in ridicolo la superbia dei bancarottieri esaltando la satira della società.

## Opere
Le date si riferiscono alla prima pubblicazione:

### Tragedie
- Treur-spel van Rodd'rick ende Alphonsus (1616)
- Griane (1616)
- Lucelle (1616)
- Stommen ridder (1619)
- Angeniet (1623) (non completata)

### Farse
- De Klucht van den Molenaer (1618) [2] Archiviato l'11 ottobre 2004 in Internet Archive. [3]
- De Klucht van de koe (1612) [4]
- Symen sonder soeticheydt (1619) [5]
- De Hoochduytschen Quacksalver (1619) (non è certo che l'autore sia Bredero) [6]
- Den Molenaar (1613)

### Satire
- Moortje (1615)
- De Spaanschen Brabander Ierolimo, (Il Brabantino Spagnolo) (1617)[7]

### Poesie
- Tragische Historien (1612) (con due poesie di Bredero e una poesia tradotta da lui)
- Apollo (1615)
- Boertigh, Amoreus en Aendachtigh Groot Liedboeck (1622) [8]

## Pubblicazioni di o con opere di Bredero
- Pubblicazioni in neerlandese

J. ten Brink e.a. (ed.), De werken van G.A.B., 3 dln. (1890)

J.A.N. Knuttel (ed.), De werken van G.A.B., 3 dln. (1921-1929)

A.A. van Rijnbach (ed.), De kluchten (1924)

F.R. Coers Fzn. (ed.), `Liederen van B.', in Liederen van Groot-Nederland (1933)

A.A. van Rijnbach, Groot lied-boeck (1944)

C.H.A. Kruyskamp (ed.), Rodd'rick ende Alphonsus (1968)

Jo Daan (ed.), Kluchten (1971)

C.A. Zaalberg (ed.), Lucelle (1972)

C.H.A. Kruyskamp, Stommen ridder (1973)

F. Veenstra, Griane (1973)

C.F.P. Stutterheim (ed.), Spaanschen Brabander (1974)

B.C. Damsteegt (ed.), Het daget uyt den Oosten (1976)

C.H.A. Kruyskamp (ed.), Kluchten (1976)

E.K. Grootes (ed.), Schyn-heyligh (1979)

A. Keersmaekers (ed.), Toneelspelen (1979)

F.H. Matter, G. Stuiveling e.a. (ed.), Groot lied-boeck, 3 dln. (1979-1983)

A. Keersmaekers (ed.), Vertaalde gedichten (1981)

P.E.L. Verkuyl (ed.), Angeniet (1982)

B.C. Damsteegt (ed.), Moortje (1984)

H. Adema (ed.), De klucht van de koe: tekst en vertaling (1985) ISBN 90-6620-026-X

H. Adema (e.a.), De klucht van de meulenaer: tekst en vertaling (1993) ISBN 90-6620-503-2
- Pubblicazioni in italiano
- Bredero, G.A. Il Grande Libro dei Canti - 2 tomi (2 volumi indivisibili - con testo nederlandese a fronte) a cura di F.Paris, Milano (1999), Ariele, ISBN 978-88-86480-48-2